# Мирослав Марковић Марле
Мирослав Марковић Марле (Ниш, 25. фебруар 1944 — Београд, 27. новембар 2010) је био активни учесник јавног и политичког живота Србије и Југославије од 1967. године до 1996, када се повлачи из јавности. Обављао је важне друштвене функције и био један од иницијатора многих облика организовања младих. Остао је истрајни културни посленик српског друштва.
Већ почетком његовог друштвеног ангажмана издваја се неколико врло значајних иницијатива, попут идеје да се, после вишегодишње паузе током које радних акција скоро да није било, омладинским радним акцијама граде регулационе бране Велике Мораве. Такође, према предлогу и идеји песника Пере Зупца, формирање покрета Књижевна омладина Србије када се оснива и часопис Књижевна реч.

## Биографија
Као ученик другог разреда гимназије изабран је за председника Школског комитета омладине, а потом и за члана Општинског комитета Савеза омладине. Потом је биран за председника Општинског комитета Савеза омладине Ниша, а касније за секретара Општинског комитета Савеза комуниста Ниша за подручја идеолошког рада, културе, информисања и омладине. Студирао је права.
За члана Централног комитета Савеза омладине Србије биран је 1967. године, а за председника Републичке конференције Савеза омладине Србије 1968. године. Почетком 1968. године изабран је у Централни комитет СК Србије, а октобра 1971. године за члана Секретаријата ЦК СК Србије. Средином 1974. године постављен је за помоћника републичког секретара за информације, а потом за секретара Скупштине СР Србије за информисање.
Године 1978, изабран је за шефа Кабинета председника Скупштине СФРЈ у звању заменика савезног секретара, и на том послу остао до 1984. године. Затим је изабран за председника Координационог одбора за међунационалне односе Републичке конференције Социјалистичког савеза радног народа Србије, а истовремено и за председника Комисије за међунационалне односе СК ССРН Југославије.
Године 1988, изабран је за секретара РК ССРН Србије, а после уједињења Социјалистичког савеза радног народа Србије и Савеза комуниста Србије и стварања Социјалистичке партије Србије, као један од њених оснивача, од 1990. до 1996. године, био је члан Извршног одбора Главног одбора Социјалистичке партије Србије.
Мирослав Марковић је посебне обавезе имао као један од уредника омладинског листа Глас омладине, затим један од уредника часописа за књижевност Градина, и као председник издавачких савета у листовима Интервју и Свет компјутера. Био је члан издавачког савета Вечерњих новости и Централног издавачког савета Новинског предузећа Борба.
Сарађивао је и објављивао у листовима и часописима: Омладинске новине, Комунист, Социјализам, Политика, Народне новине, Телеграм...
Био је члан Удружења новинара Србије.
Мирослав Марковић је био и председник АКУД „Иво Лола Рибар“ из Београда и КУД „Бранко Радичевић“ из Земуна.